# John Florio
John Florio (Londres, aprox. 1553 — 1625) va ser un humanista anglès.
Provinent d'una família italiana protestant va ser lector a Oxford i professor d'italià a les corts de Jaume I i d'Elisabet I. Va publicar un important diccionari anglès-italià i va traduir a l'anglès els Assaigs de Michel de Montaigne. Va introduir el Renaixement italià a la cort anglesa.
Va casar-se amb la germana del poeta Samuel Daniel i va tenir tres fills. S'ha proposat la seva amistat i influència sobre William Shakespeare.